# Nuevo San José, Veracruz
Nuevo San José är en ort i Mexiko.   Den ligger i kommunen José Azueta och delstaten Veracruz, i den sydöstra delen av landet, 400 km öster om huvudstaden Mexico City. Nuevo San José ligger 104 meter över havet och antalet invånare är 190.
Terrängen runt Nuevo San José är huvudsakligen platt. Nuevo San José ligger uppe på en höjd. Runt Nuevo San José är det ganska glesbefolkat, med 24 invånare per kvadratkilometer. Närmaste större samhälle är Loma Bonita, 15,3 km nordväst om Nuevo San José. Omgivningarna runt Nuevo San José är en mosaik av jordbruksmark och naturlig växtlighet.